# Дах, Симон
Симон Дах (нем. Simon Dach; 29 июля 1605, Мемель — 15 апреля 1659, Кёнигсберг) — поэт, прежде всего известен как автор слов к песне «Анхен из Тарау», до сих пор популярной в Германии, Австрии и Швейцарии.
С 1619 года Дах жил в Кёнигсберге, где он обучался в соборной школе. Позднее Дах продолжил своё образование в Виттенберге и Магдебурге. С 1626 года Дах — студент Кёнигсбергского университета, где изучал теологию, греческую и латинскую поэзию. После окончания университета Дах стал домашним учителем, а в 1636 году стал работать учителем в соборной школе, в которой сам ранее и учился.
В 1639 году в роли профессора поэтики Дах вернулся в Кёнигсбергский университет, а в 1656 году был избран его ректором.
27 августа 1644 года в рамках торжеств, посвящённых столетнему юбилею университета, была поставлена пьеса Даха «Пруссиархус», посвященная основанию университета и первым годам его работы.
В общей сложности Дах написал около полутора тысяч стихотворений, из них часть на латыни. Он писал торжественные оды в честь важных событий, гимны, дружеские послания, стихи по какому-либо случаю.

## Анхен из Тарау
Самым известным стихотворением Симона Даха, позднее ставшим основой песни, стало «Анхен из Тарау» (нем. Ännchen von Tharau). История его создания такова. В 1637 году в церкви деревни Тарау (ныне — посёлок Владимирово Калининградской области) венчались пастор Иоганн Портациус из Тремпена (ныне - посёлок Новостроево Озёрского городского округа Калининградской области)  и сирота местного пастора Мартина Неандера Анхен. Симон Дах был приглашён на свадьбу, и специально по этому случаю он написал стихи, ставшие своеобразным свадебным подарком.
При жизни Даха это стихотворение не было замечено; только спустя сто лет оно стало популярной песней после того, как И. Г. Гердер перевёл текст на литературный немецкий язык, а Зильхер написал новую музыку (первая мелодия была написана при жизни Даха соборным органистом Генрихом Альбертом). После этого песня стала популярной везде, где говорили по-немецки, и обрела статус народной.
| Ännchen von Tharau | |
| Ännchen von Tharau ist, die mir gefällt, Sie ist mein Leben, mein Gut und mein Geld. Ännchen von Tharau hat wieder ihr Herz Auf mich gerichtet, in Leib’ und in Schmerz; Ännchen von Tharau, mein Reichtum, mein Gut! - Du, meine Seele, mein Fleisch und mein Blut! Käm’ alles Wetter gleich auf uns zu schlahn, Wir sind gesinnet, bei einander zu stahn; Krankheit, Verfolgung, Betrübnis und Pein, Soll unsrer Liebe Verknotigung sein. Ännchen von Tharau, mein Licht und mein Sohn’! - Mein Leben schließ’ ich um deines herum! Recht als ein Palmenbaum ueber sich steigt, Hat ihn erst Regen und Sturmwind gebeugt; So wird die Lieb’ in uns maechtig und groß, Nach manchen Leiden und traurigem Los. Ännchen von Tharau, mein Reichtum, mein Gut! - Du, meine Seele, mein Fleisch und mein Blut! Würdest du gleich einmal von mir getrennt, Lebtest da, wo man die Sonne kaum kennt; Ich will dir folgen durch Wälder und Meer, Eisen und Kerker und feindliches Heer! Ännchen von Tharau, mein Licht und mein’ Sonn’! — Mein Leben schließ’ ich um deines herum! | АНХЕН ИЗ ТАРАУ "Чистая любовь всегда и послушна и верна." Анхен из Тарау – мой ангел любви, благо небес и душа во плоти. Анхен из Тарау, всё сердце в огне, болью и счастьем дарована мне. Анхен из Тарау, тобой причащён, девой пречистой от мрака спасён. Пусть ад сойдёт на нескошенный луг, чёрным дождям не разъять наших рук. Пусть изнемогут от боли сердца, нам возвещает любовь чудеса. Пальма в пустыне пребудет над всем, что окунается в Лету и тлен. Сретение мира и правды небес в нашей любви, как спасительный крест. Если ж разлука объемлет тебя мукою смертной в жилище без дня, я одолею весь мрак тесноты и разорву сети смерти и тьмы. Анхен из Тарау, жемчужной росой небо сочится на землю тобой. Круг моей жизни очерчен в любви циркулем тайны единой судьбы. Там, где едины и сердце, и слог, мира начало и его эпилог, там, где дыхание слито в одно жизнесплетённое душ волокно, - Там нет воюющих кошек и псов: нежность объяла двух голубков. Тайна созвучий в нашей любви, Анхен – птенец из Господней руки. То, что я жажду, созвучно тебе – платье на деве, шляпа на мне. В этом нам, Анхен, - сладчайший завет: плоть и душа превращаются в свет. Мы вместе с тобой на пути в Божий сад, распря меж нами ведёт прямо в ад. Перевёл: В.Х. Гильманов |

Реальная Анхен умерла в 1689 году в Инстербурге (ныне Черняховск) в доме своего сына.